# Eberhard Köllner
Eberhard Köllner  (ur. 29 września 1939 w Staßfurt) – niemiecki pilot wojskowy, pułkownik lotnictwa, dubler Sigmunda Jähna – pierwszego kosmonauty z ówczesnej Niemieckiej Republiki Demokratycznej.
Absolwent Wojskowej Akademii Lotniczej im. Franza Mehringa w Kamenz. W latach 1966–1970 studiował w Akademii Sił Powietrznych im. J. Gagarina w Monino (ZSRR). W listopadzie 1976 został jednym z dwóch kandydatów z NRD do lotu w kosmos. Drugim kandydatem był Sigmund Jähn. Od grudnia 1976 przystąpił do szkolenia w Centrum Wyszkolenia Kosmonautów im. J. Gagarina razem z pozostałymi kandydatami z Polski i Czechosłowacji (grupa Interkosmos 1). W trakcie szkolenia przydzielono go jako kosmonautę-badacza do załogi rezerwowej misji Sojuz 31 dowodzonej przez Wiktora Gorbatkę. W sierpniu 1978 pełnił funkcje konsultanta lotu Sojuz 31. Po powrocie do NRD został Dyrektorem Wojskowej Akademii Lotniczej.
Po zjednoczeniu Niemiec 3 października 1990 Köllner został przeniesiony do rezerwy, ponieważ Bundeswehra nie przyjęła go do swoich szeregów. Początkowo był bezrobotny, a później znalazł pracę w przedsiębiorstwie budującym maszyny, gdzie pracował do 2002. Potem założył własną firmę.